# Rosa 'Climbing Bonica'
Rosa 'Climbing Bonica' — сорт роз. Декоративное садовое растение.
В отличие от кустарников 'Bonica '82' Marie-Louise (Louisette) Meilland, 1982 и 'Bonica' Francis Meilland, 1957, 'Climbing Bonica' представляет собой плетистую розу.

## Биологическое описание
Высота растения до 4 метров.
Листья зелёные, слегка глянцевые.
Цветки нежно-розовые, перламутровые, с волнистыми лепестками, чашевидные, появляются в кистях по 5—15 шт. Аромат умеренный.
Цветение непрерывное.

## В культуре
Зоны морозостойкости: от 6b до 9b.

## Болезни и вредители
Устойчивость к чёрной пятнистости и мучнистой росе высокая.